# Jopie Waalberg

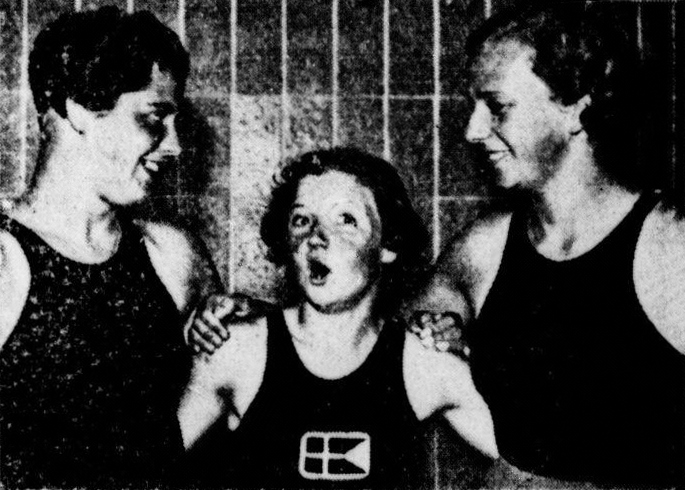
Jopie Waalberg, Inge Sørensen et Nida Senff en 1936.

Johanna Maria Elisabeth "Jopie" Waalberg, née à Amsterdam le 13 avril 1920 et morte le 5 juillet 1979 à Enkhuizen, est une nageuse néerlandaise.

## Biographie
Aux Jeux olympiques d'été de 1936 à Berlin, elle termine 4e de l'épreuve du 200 mètres brasse. Deux ans plus tard, elle remporte la médaille de bronze du 200 mètres brasse aux championnats d'Europe de natation 1938 à Londres.

## Palmarès

### Championnats d'Europe
- Championnats d'Europe 1938 à Londres :
  -  Médaille de bronze sur 200 mètres brasse.